# František Vnuk

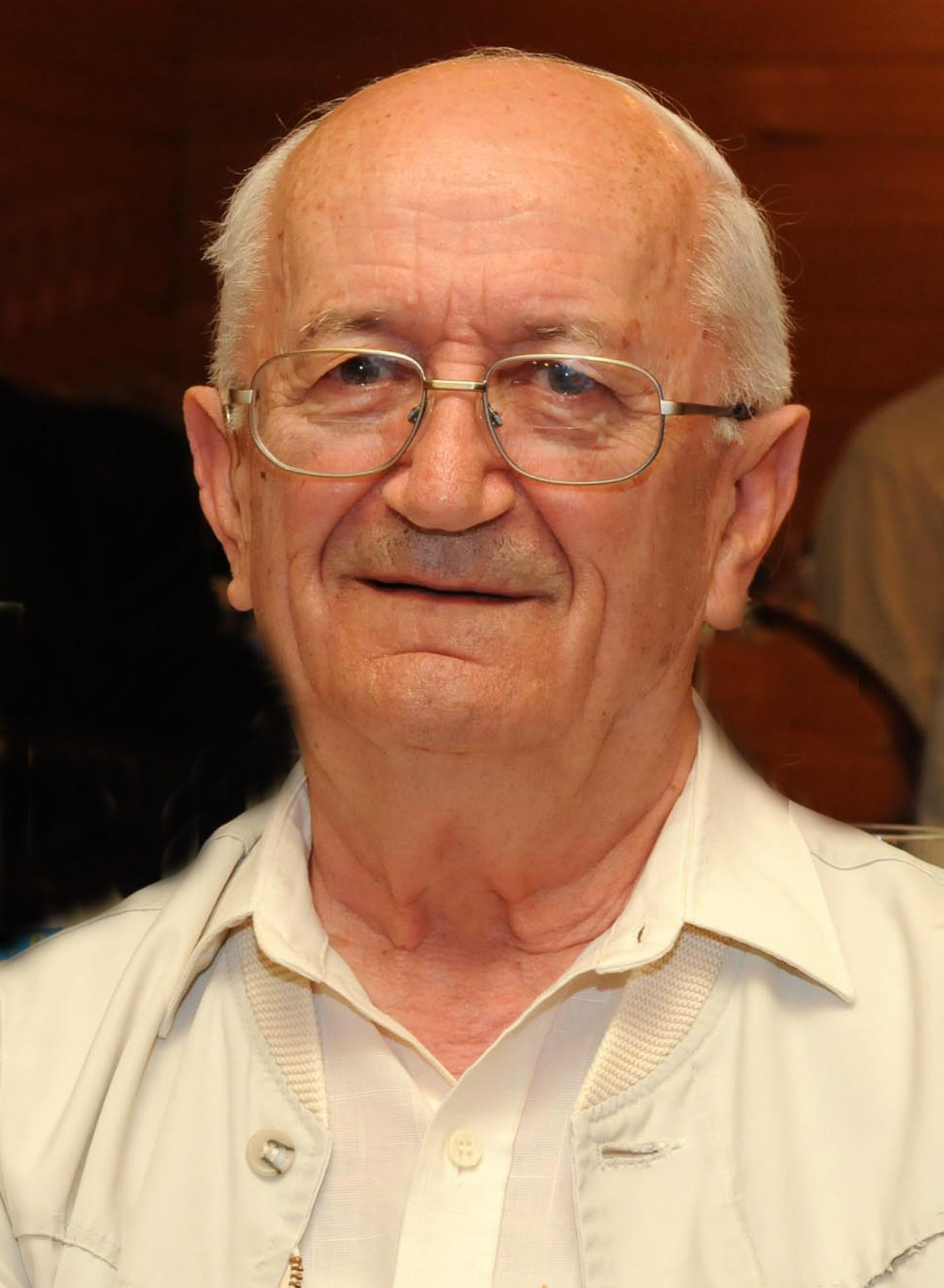
František Vnuk, 2008

František Vnuk (* 8. April 1926 in Červený Hrádok) ist ein slowakischer Historiker, Publizist, Techniker, Dozent der Metallurgie und später Hochschulprofessor. Er wird der ultranationalistischen Neoludaken-Historiographie zugerechnet.

## Leben
František Vnuk wurde 1926 in Červený Hrádok bei Zlaté Moravce geboren. Nach seiner Reifeprüfung begann er 1946 Montanwesen an der Hochschule für Montanwissenschaften in Ostrava zu studieren. Im Jahr 1949 emigrierte Vnuk nach Österreich und ein Jahr später nach Australien, wo er sich in der Stadt Adelaide niederließ. Zu seiner Entscheidung, die Slowakei zu verlassen, bewog ihn seine politische Überzeugung, die mit der einzigen offiziellen, also kommunistischen Doktrin der damaligen Tschechoslowakei unvereinbar war.
Nach Beendigung seines Studiums in Australien wurde Vnuk Assistent beim Institut of Technology und im Jahr 1955 erlangte er den Titel eines Dozenten. Gleichzeitig studierte er Geschichte und Politikwissenschaften an der University of Adelaide. Ab 1970 arbeitete  er mit dem Weltkongress der Slowaken zusammen. Nach 1989 kehrte Vnuk in die Slowakei zurück und wurde Pädagoge an der Römisch-Katholischen Theologischen Fakultät der Comenius-Universität Bratislava.
Die wissenschaftliche und publizistische Tätigkeit von František Vnuk befasst sich vor allem mit der Zeit von Kyrill und Method, der modernen slowakischen Geschichte und der slowakischen Kirchengeschichte.
Er ist Autor vieler Publikationen, unter anderem verfasste er Dedičstvo otcov,  Dokumenty o postavení katolíckej cirkvi na Slovensku v rokoch 1945–1948, Vládni zmocnenci na biskupských úradoch v rokoch 1949–1951, und weitere.
Die Mehrheit seiner Werke verurteilt den Slowakischen Nationalaufstand und äußert sich umgekehrt positiv gegenüber dem während des Zweiten Weltkriegs bestehenden Slowakischen Staat. Auch gegenüber dem tschechoslowakischen Staat als solchem nimmt Vnuk eine kritische Haltung ein. Gerade auch Vnuks Thesen rufen auch bei Lesern der Fachwelt oft Polemik hervor. Seine Publikationen betreffen auch die Kirchengeschichte. Eine bedeutende Auszeichnung erteilte ihm Papst Johannes Paul II., der ihm den Gregoriusorden verlieh.
Gegenwärtig lebt und arbeitet František Vnuk abwechselnd in der Slowakei und in Australien.

## Kritik
In einer Interview mit dem slowakischen Historiker Anton Hruboň beurteilte der israelische Historiker Yeshayahu A. Jelinek (2013) Vnuk als einen „Propagandisten“, der direkten Einfluss auf die Formierung der Neoludaken-Historiographie gehabt habe.

## Auszeichnungen
- Gregoriusorden

## Werk
- Neuveriteľné sprisahanie. Vojenské a politické akcie proti Slovenskej republike v roku 1944. 1964
- Sedemnásť neúrodných rokov. Náčrt dejín slovenskej literatúry v roku 1945–1962. 1965
- Dr. Josef Tiso, President of the Slovak Republic. 1967
- Slovenská otázka na Západe v rokoch 1939 – 1940. Ohio 1974
- Rebelanti a suplikanti. Lakewood 1987
- Zahraničné akcie na záchranu a obnovenie slovenskej samostatnosti (1943-1948). Slovenská národná rada v Londýne a v zahraničí. Záznam o činnosti Slovenského akčného výboru. Lakewood 1988
- Tragédia zvaná deportácie. 1991
- Mať svoj štát znamená život. Politická biografia Alexandra Macha. Odkaz Verlag, 1991, ISBN 80-85193-11-6
- Dedičstvo otcov. Eseje na historické témy. Toronto 1992
- Slovensko v rokoch 1945–1948. 1995
- Príručný slovník kresťanstva. 2003
- Katolícka cirkev v 20. st. na Slovensku a vo svete. 2006
- Andrej Hlinka 1864 – 1938. Lúč Verlag. Bratislava 2008, ISBN 978-80-7114-682-7

## Link
- www.osobnosti.sk (online) (slowakisch)